# Droogmansia montana
Droogmansia montana är en ärtväxtart som beskrevs av Jacq.-fel. Droogmansia montana ingår i släktet Droogmansia och familjen ärtväxter. Inga underarter finns listade i Catalogue of Life.